# Franck Tabanou
Pour les articles homonymes, voir Tabanou.
Franck Tabanou, né le 30 janvier 1989 à Thiais, est un footballeur français qui évolue au poste de défenseur. Il peut également jouer au milieu de terrain.

## Biographie
Le 2 mai 2009, au Stade Vélodrome de Marseille, il remplace Moussa Sissoko et dispute ainsi son premier match en Ligue 1 contre l'Olympique de Marseille, à vingt ans. 
Il est appelé ensuite de nombreuses fois par Alain Casanova dans le groupe pro.
Le 16 janvier 2010, au stade Nungesser de Valenciennes, il inscrit ses deux premiers buts en professionnel lors de la victoire du Toulouse Football Club, 3 à 1.

### AS Saint-Étienne
Le 29 juillet 2013, il s'engage avec l'AS Saint-Étienne pour une durée de quatre saisons. Le 22 août suivant, il marque son premier but en vert sur coup franc face au club danois d'Esbjerg (défaite 4-3).
À partir de l'été 2014, Franck Tabanou est positionné comme arrière latéral gauche par Christophe Galtier.

### Swansea City
Après 82 matchs et 6 buts avec Saint-Étienne, Tabanou quitte le Forez pour la Premier League au terme de la saison. Le 18 juin 2015 est officialisé son transfert à Swansea où il s'engage pour quatre ans. Le montant est estimé à 5,5 millions d'euros.

#### Prêt à l'AS Saint-Étienne
En manque de temps de jeu, à Swansea, il ne dispute que trois rencontres de coupes avant de faire son retour chez les Verts. Le 21 janvier 2016, il s'engage pour une durée de six mois sous forme de prêt sans option d'achat,

#### Prêt à Grenade
Durant le marché des transferts estival de 2016, il est prêté à Grenade pour une durée d'un an sans option d'achat. Il ne dispute que sept matchs avec le club espagnol durant cette saison.

### Départ de Swansea et retour en ligue 1
Le 2 juin 2017, Tabanou et Swansea mettent un terme à leur collaboration d'un commun accord après avoir disputé seulement trois matchs sous le maillot du club gallois.
Après la résiliation de son bail avec le club gallois, Franck est de retour en ligue 1 et signe un contrat de deux saisons plus une année en option avec l'En avant Guingamp.
Il fait sa première apparition sous le maillot guingampais le 12 octobre 2017, lors de la victoire 2-0 de l'En avant Guingamp dans le derby breton contre Rennes.

## Statistiques de carrière
| Saison                | Club                    | Championnat           | Championnat | Championnat | Championnat | Coupe nationale | Coupe nationale | Coupe nationale | Coupe de la Ligue | Coupe de la Ligue | Coupe de la Ligue | Compétition(s) continentale(s) | Compétition(s) continentale(s) | Compétition(s) continentale(s) | Compétition(s) continentale(s) | Total | Total | Total |
| Saison                | Club                    | Division              | M.          | B.          | P.d.        | M.              | B.              | P.d.            | M.                | B.                | P.d.              | Comp.                          | M.                             | B.                             | P.d.                           | M.    | B.    | P.d.  |
| 2008-2009             | Toulouse FC             | Ligue 1               | 5           | 0           | 0           | -               | -               | -               | -                 | -                 | -                 | -                              | -                              | -                              | -                              | 5     | 0     | 0     |
| 2009-2010             | Toulouse FC             | Ligue 1               | 33          | 4           | 0           | 2               | 0               | 0               | 2                 | 0                 | 0                 | C3                             | 5                              | 0                              | 0                              | 42    | 4     | 0     |
| 2010-2011             | Toulouse FC             | Ligue 1               | 34          | 4           | 5           | -               | -               | -               | 1                 | 0                 | 0                 | -                              | -                              | -                              | -                              | 35    | 4     | 5     |
| 2011-2012             | Toulouse FC             | Ligue 1               | 32          | 3           | 4           | 1               | 0               | 0               | 1                 | 0                 | 0                 | -                              | -                              | -                              | -                              | 34    | 3     | 4     |
| 2012-2013             | Toulouse FC             | Ligue 1               | 34          | 4           | 4           | 1               | 1               | 0               | 2                 | 0                 | 0                 | -                              | -                              | -                              | -                              | 37    | 5     | 4     |
| Sous-total            | Sous-total              | Sous-total            | 138         | 15          | 13          | 4               | 1               | 0               | 6                 | 0                 | 0                 | -                              | 5                              | 0                              | 0                              | 153   | 16    | 13    |
| 2013-2014             | AS Saint-Étienne        | Ligue 1               | 34          | 3           | 0           | -               | -               | -               | 1                 | 0                 | 0                 | C3                             | 4                              | 1                              | 5                              | 39    | 4     | 5     |
| 2014-2015             | AS Saint-Étienne        | Ligue 1               | 31          | 1           | 5           | 4               | 1               | 0               | 2                 | 0                 | 0                 | C3                             | 6                              | 0                              | 1                              | 43    | 2     | 6     |
| Sous-total            | Sous-total              | Sous-total            | 65          | 4           | 5           | 4               | 1               | 0               | 3                 | 0                 | 0                 | -                              | 10                             | 1                              | 6                              | 82    | 6     | 11    |
| 2015-2016             | Swansea City            | PL                    | -           | -           | -           | 1               | 0               | 0               | 2                 | 0                 | 0                 | -                              | -                              | -                              | -                              | 3     | 0     | 0     |
| Sous-total            | Sous-total              | Sous-total            | -           | -           | -           | 1               | 0               | 0               | 2                 | 0                 | 0                 | -                              | -                              | -                              | -                              | 3     | 0     | 0     |
| 2016                  | AS Saint-Étienne (prêt) | Ligue 1               | 11          | 0           | 0           | 1               | 0               | 0               | -                 | -                 | -                 | C3                             | 2                              | 0                              | 0                              | 14    | 0     | 0     |
| Sous-total            | Sous-total              | Sous-total            | 11          | 0           | 0           | 1               | 0               | 0               | -                 | -                 | -                 | -                              | 2                              | 0                              | 0                              | 14    | 0     | 0     |
| 2016-2017             | Grenade CF (prêt)       | Liga                  | 6           | 0           | 0           | 1               | 0               | 0               | -                 | -                 | -                 | -                              | -                              | -                              | -                              | 7     | 0     | 0     |
| Sous-total            | Sous-total              | Sous-total            | 6           | 0           | 0           | 1               | 0               | 0               | -                 | -                 | -                 | -                              | -                              | -                              | -                              | 7     | 0     | 0     |
| 2017-2018             | EA Guingamp             | Ligue 1               | 15          | 0           | 2           | 0               | 0               | 0               | 0                 | 0                 | 0                 | -                              | -                              | -                              | -                              | 15    | 0     | 2     |
| 2018-2019             | EA Guingamp             | Ligue 1               | 2           | 0           | 0           | 0               | 0               | 0               | 2                 | 0                 | 0                 | -                              | -                              | -                              | -                              | 4     | 0     | 0     |
| Sous-total            | Sous-total              | Sous-total            | 17          | 0           | 2           | 0               | 0               | 0               | 2                 | 0                 | 0                 | -                              | -                              | -                              | -                              | 19    | 0     | 2     |
| Total sur la carrière | Total sur la carrière   | Total sur la carrière | 237         | 19          | 20          | 11              | 2               | 0               | 13                | 0                 | 0                 | -                              | 17                             | 1                              | 6                              | 278   | 22    | 26    |